# SIL International
SIL International (anteriorment conegut com a Summer Institute of Linguistics, Institut d'Estiu de Lingüística) és una entitat dedicada a l'estudi de les llengües, responsable de la publicació i actualització de l'Ethnologue.
Fundada el 1934 com una organització dedicada a traduir la Bíblia a diferents llengües amb propòsit evangelitzador, ha esdevingut una referència en les llengües poc conegudes, gràcies a les dades recollides pels seus corresponsals d'arreu del món. Per això col·labora amb la UNESCO com a soci consultiu i els seus informes tenen un caràcter científic reconegut per diverses universitats. Per exemple, els codis SIL d'identificació d'idiomes i dialectes han esdevingut la base de la norma ISO 639.
Les crítiques a SIL International són ideològiques (l'acusen de servir propòsits imperialistes) i científiques (ja que no sempre els seus documentadors tenen base suficient).